# SK Sifhälla
Der SK Sifhälla war ein Fußballverein aus dem zentralschwedischen Säffle. Die Mannschaft spielte in den 1950er und 1960er Jahren mehrere Spielzeiten in der zweithöchsten Spielklasse Schwedens.

## Geschichte
1908 gegründet sich der Klub unter dem Namen IF Sifhälla. 1941 fusionierte der Verein mit dem Ortsrivalen Säffle SK und gab sich anschließend den heute noch gültigen Namen. Hatte der Klub bis dato nur durch den Gewinn der Distriktmeisterschaft 1917 auf sich aufmerksam gemacht, kam es zu Beginn der 1950er Jahre zu einem Aufschwung. Der vormals lediglich im unterklassigen Bereich angetretene Verein gewann 1952 seine Fünftligastaffel und marschierte in der Folge durch die Ligapyramide. Als Aufsteiger ließ die Mannschaft in der Spielzeit 1954/55 in der drittklassigen Division 3 Västra Svealand IF Viken und Billingsfors IK hinter sich und erreichte erstmals die zweithöchste Spielklasse. Dort wurde der Höhenflug jedoch gestoppt, mit einem Punkt Rückstand auf die von Surahammars IF und Köpings IS belegten letzten Nicht-Abstiegsplätze musste der Verein gemeinsam mit dem Tabellenschlusslicht Karlskoga IF direkt wieder absteigen.
SK Sifhälla gewann als Absteiger 15 der 20 Saisonspiele und setzte sich somit in der Spielzeit 1956/57 wieder an die Spitze der Tabelle. Dieses Mal hielt sich die Mannschaft in der zweiten Liga. Als Vizemeister der Svealand-Staffel erreichte sie in der Spielzeit 1960 das beste Ergebnis der Vereinsgeschichte, Staffelsieger Örebro SK hatte jedoch die Saison ohne Niederlage dominiert und sich zum Saisonende elf Punkte Vorsprung herausgespielt. Der Klub konnte den Erfolg nicht bestätigen und fand sich bereits in der folgenden Saison im Abstiegskampf wieder. Lediglich die bessere Tordifferenz gegenüber dem punktgleichen Konkurrenten IK City rettete vor dem erneuten Gang in die Drittklassigkeit. In den folgenden Spielzeiten rückte die Mannschaft teilweise wieder ins Mittelfeld der Tabelle vor und beendete die Spielzeit 1965 als Tabellenvierter. In der Saison 1966 errang sie allerdings nur drei Saisonsiege und stieg als Tabellenletzter an der Seite von Tidaholms GIF und Varbergs BoIS ab.
Als Tabellenzweiter verpasste SK Sifhälla den direkten Wiederaufstieg, rutschte aber in den anschließenden Spielzeiten in den hinteren Tabellenbereich ab. 1971 stieg der Klub in die vierte Liga, fünf Jahre später ins fünfte Spielniveau ab. Zeitweilig sechstklassig, kam der Klub in den folgenden Jahren nicht über die Viertklassigkeit hinaus, in der er 1998 und 2003 bis 2004 spielte. 2005 Opfer einer Ligareform, die den Klub in die sechste Liga führte, kehrte die Mannschaft am Ende der Spielzeit 2009 in die fünfte Liga zurück.